# Franz Mayrhofer (Politiker)
Franz Mayrhofer (* 9. September 1886 in Aschbach; † 11. Juni 1962 ebenda) war ein österreichischer Politiker (CSP/VF/ÖVP) und Landwirt. Er war von 1925 bis 1927 Abgeordneter zum Landtag von Niederösterreich und von 1927 bis 1934 sowie von 1945 bis 1956 Abgeordneter zum Nationalrat.

## Leben
Mayrhofer besuchte nach der Volksschule das Stiftsgymnasium Seitenstetten, wo er 1905 maturierte und studierte Englisch und Französisch an der Universität Wien. Ab 1905 war er Mitglied der katholischen Studentenverbindung KaV Norica Wien. Er diente zwischen 1914 und 1919 als Reserveoffizier und gelangte in italienische Kriegsgefangenschaft. Er übernahm in der Folge den elterlichen Betrieb und war als Landwirt in Fohra-Aschbach tätig.

## Politik
Politisch war er als Gemeinderat aktiv und vertrat die Christlichsoziale Partei zwischen dem 4. Februar 1925 und dem 20. Mai 1927 im Niederösterreichischen Landtag. Danach war er vom 18. Mai 1927 bis zum 1. Oktober 1930 sowie vom 2. Dezember 1930 bis zum 2. Mai 1934 Abgeordneter zum Nationalrat. Er war danach von 1934 bis 1938 Mitglied des Staatsrates und des Bundestags. Nach dem Zweiten Weltkrieg vertrat er die Österreichische Volkspartei vom 19. Dezember 1945 bis zum 8. Juni 1956 im Nationalrat. Zudem war Mayrhofer ab 1946 erneut Gemeinderat, danach von 1950 bis 1955 geschäftsführender Gemeinderat und von 1955 bis 1960 Gemeinderat in Aschbach-Markt. Des Weiteren fungierte er von 1945 bis 1962 als Oberkurator der Landes-Hypothekenanstalt. Zudem war er von 1945 bis 1948 Generalrat der Österreichischen Nationalbank.